# 맷 펠리시어
맷 펠리시어(Matt Pelissier)는 미국의 밴드 마이 케미컬 로맨스의 전 드러머이다. 9/11 테러 이후 제라드 웨이가 밴드를 만드는 데 도와주었다.

## 경력

### 마이 케미컬 로맨스
맷 펠리시어는 클럽에서 제라드 웨이를 만나 제라드 웨이에게서 "Skylines and Turnstiles"의 드럼 트랙을 만들어줄 것을 권유 받고 곧 밴드의 첫 번째 멤버로 합류했다. 이후 레이 토로, 마이키 웨이, 프랭크 아이에로가 합류했지만 그의 밴드 생활은 오래 가지 않았다.
밴드는 2004년 일본 투어 도중 맷 펠리시어에게 방출할 것을 알렸고, 맷 펠리시어 역시 동의 하면서 밴드를 탈퇴하였다. 이후 맷 펠리시어의 공백은 유즈드의 사운드 엔지니어였던 밥 브라이어가 합류했다.

### 방출 이후
2004년 11월, 마이 케미컬 로맨스가 얼터너티브 프레스와의 인터뷰를 통해 맷 펠리시어가 밴드를 그만둔 이후에 영국으로 귀국해 수리공을 하고 있다고 밝혔다.
또한 2006년 여름, 조지 윌리엄과 함께 영국 런던에 스트롱 암 스튜디오를 설립했다.

## 음반
맷 펠리시어는 마이 케미컬 로맨스와 두 개의 앨범 작업을 했는데 (《I Brought You My Bullets, You Brought Me Your Love》, 《Three Cheers for Sweet Revenge》) "I'm Not Okay (I Promise)" 첫 번째 뮤직비디오에는 맷 펠리시어의 모습이 나오나 "I'm Not Okay (I Promise)"의 두 번째 뮤직비디오에서는 밥 브라이어가 출연했다. 또한 2005년 재발매된 1집 《I Brought You My Bullets, You Brought Me Your Love》에 수록된 비디오 "Honey, This Mirror Isn't Big Enough for the Two of Us", "Vampires Will Never Hurt You"에서도 볼 수 있다.

### 마이 케미컬 로맨스
- 2002: 《Dreams of Stabbing and/or Being Stabbed》
- 2002: 《I Brought You My Bullets, You Brought Me Your Love》
- 2002: 《Like Phantoms, Forever》
- 2004: 《Three Cheers for Sweet Revenge》

## 같이 보기
- 마이 케미컬 로맨스